# LU Возничего
LU Возничего (лат. LU Aurigae) — двойная затменная переменная звезда типа Алголя (EA) в созвездии Возничего на расстоянии приблизительно 2694 световых лет (около 826 парсеков) от Солнца. Видимая звёздная величина звезды — от +15,7m до +14,3m. Орбитальный период — около 1,1574 суток.

## Характеристики
Первый компонент — жёлтая звезда спектрального класса G-F. Радиус — около 1,36 солнечного, светимость — около 2,285 солнечных. Эффективная температура — около 6080 К.